# Cheri Bustos

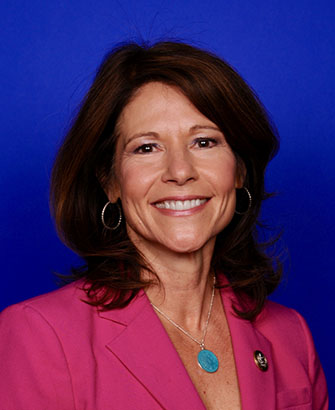
Cheri Bustos (2019)

Cheryl Lea „Cheri“ Callahan-Bustos (* 17. Oktober 1961 in Springfield, Sangamon County, Illinois) ist eine US-amerikanische Politikerin der Demokratischen Partei. Von 2013 bis 2023 vertrat sie den 17. Distrikt des Bundesstaats Illinois im US-Repräsentantenhaus.

## Werdegang
Cheryl Callahan, so ihr Geburtsname, besuchte die öffentlichen Schulen ihrer Heimat. Im Jahr 1979 absolvierte sie die Springfield High School. Bis 1981 studierte sie am Illinois College, ehe sie 1983 an der University of Maryland ihren Bachelor of Arts erlangte. Sie beendete ihre Studienzeit im Jahr 1985 an der University of Illinois in Springfield, wo sie Journalismus studierte, mit einem Master of Arts. 17 Jahre lang arbeitete sie als Reporterin bzw. Verlegerin für die Quad-City Times. In dieser Zeitung berichtete sie über lokale Ereignisse, unter anderem Korruption in regionalen Verwaltungen. Später war sie sechs Jahre für das Trinity Regional Health System tätig. Seit 2008 war sie Vizepräsidentin für Öffentlichkeitsarbeit beim Iowa Health System.
Cheri Bustos ist mit dem Sheriff von Rock Island County, Gerry Bustos, verheiratet. Das Paar hat drei erwachsene Söhne.

## Politische Laufbahn
Gleichzeitig schlug sie als Mitglied der Demokratischen Partei eine politische Laufbahn ein. Von 2007 bis 2011 saß sie im Gemeinderat von East Moline. Bei den Kongresswahlen des Jahres 2012 wurde Cheri Bustos im 17. Wahlbezirk von Illinois in das US-Repräsentantenhaus in Washington, D.C. gewählt, wo sie am 3. Januar 2013 die Nachfolge des Republikaners Bobby Schilling antrat, den sie bei der Wahl geschlagen hatte.
Sie gab im April 2021 bekannt, nicht für eine erneute Amtszeit anzutreten. Es wird vermutet, dass dieser Schritt unter anderem damit zusammen hängt, dass Illinois 2023 einen weiteren Sitz im Repräsentantenhaus verlieren wird. Sie schied dadurch am 3. Januar 2023 aus dem US-Repräsentantenhaus aus.

### Ausschüsse
Sie war zuletzt Mitglied in folgenden Ausschüssen des Repräsentantenhauses:
- Committee on Agriculture
  - Commodity Exchanges, Energy, and Credit
  - General Farm Commodities and Risk Management (Vorsitz)
- Committee on Appropriations
  - Defense
  - Energy and Water Development, and Related Agencies
  - Labor, Health and Human Services, Education, and Related Agencies